# Auf Befehl der Pompadour
Auf Befehl der Pompadour ist ein deutscher Stummfilm aus dem Jahre 1924 mit Lya Mara in einer Doppelrolle.

## Handlung
Der Film spielt auf zwei Zeitebenen: Einmal im Frankreich der Jetztzeit und dann zur Zeit Ludwig XV. im 18. Jahrhundert.
Lucienne ist eine junge, dynamische Frau, die, obwohl sie den Chefingenieur der Autofabrikation ihres Onkels Abel Fernay liebt, zu der Ehe mit einem ungeliebten Mann, einem adeligen Großunternehmer, gezwungen werden soll. Fernay verspricht sich von dieser privaten Verbindung vor allem geschäftliche Synergieeffekte. Um sich von der anstehenden, ungewollten Hochzeit abzulenken, beginnt Lucienne in einem von ihrem verstorbenen Vater verfassten Roman zu schmökern.
Er spielt im 18. Jahrhundert und handelt von der Liebe des schmucken Leutnant André de Rohan zu der kaltherzig-berechnenden Marquise de Pompadour. Nachdem sie das Buch zu Ende gelesen hat und Parallelen zu ihrem eigenen Leben erkennt, beschließt Lucienne nunmehr gegen den Vermählungswunsch der Familie Widerstand zu leisten. Schließlich gibt der ebenso mächtige wie reiche Familienvorstand Abel Fernay nach und heißt Luciennes Entscheidung, den Ingenieur zu heiraten, gut.

## Produktionsnotizen
Auf Befehl der Pompadour passierte am 3. September 1924 die Zensur und wurde am 25. September 1924 in Berlins Mozartsaal uraufgeführt. Der Film besaß eine Länge von 2528 Metern, verteilt auf sechs Akte, und erhielt Jugendverbot. Am 17. April 1925 lief Auf Befehl der Pompadour auch in Österreich an.
Die Bauten wurden von Willi A. Herrmann entworfen.

## Kritiken
Paimann’s Filmlisten resümierte: „Das Sujet ist in der Rahmenhandlung ansprechend und auch recht interessant, während das historische Intermezzo etwas zu ausgedehnt und mit dem übrigen in zu losem Zusammenhange steht. Darstellung, Aufmachung und Photos stellen zufrieden.“
Wiens Neue Freie Presse berichtete: „Eine liebenswürdige Geschichte, in reizender, anmutiger Weise vorgetragen und von den Akteuren ganz famos gespielt. Lya Mara (…) zeigt sich auf einem Höhepunkt ihrer Kunst, sich durch Anmut und Schelmerei in die Herzen der Zuschauer zu schmeicheln. Ein Kabinettstück ist die Leistung der großen Charakterdarstellerin Frida Richard als gütiges, weises Großmütterchen der Heldin des modernen Teiles. Lya Maras Partner in beiden Teilen ist Alfons Fryland: wie immer hübsch, leidenschaftlich, edel, kurz, jugendlicher Liebhaber comme il faut. Sehr gut George Vaultier als Ludwig XV. (…) Friedrich Zelniks Regie verdient diesmal uneingeschränkte Anerkennung. Auch die Photographie ist als durchaus gelungen zu bezeichnen.“